# Temporada 2003 de las Grandes Ligas de Béisbol
La Temporada 2003 de las Grandes Ligas de Béisbol comenzó el 30 de marzo de 2003 con el juego de apertura entre Texas Rangers frente a
Anaheim Angels y finalizó cuando Florida Marlins derrotó a New York Yankees en la
Serie Mundial en cuatro juegos. Detroit Tigers estableció el récord de la Liga Americana en cuanto a
derrotas en una temporada, con 119, y los Marlins se convirtieron en el primer equipo en ganar el campeonato dos veces como comodín.
También tuvo la apertura de un estadio: Great American Ball Park para Cincinnati Reds.
La asistencia de espectadores registró un total de 67.630.489 asistencia pagada en la temporada regular.

## Temporada Regular
Liga Americana

| División Este        | División Este | División Este | División Este | División Este | División Este | División Este |
| Equipo               | V             | D             | CTE           | JD            | LOCAL         | VISITA        |
| -------------------- | ------------- | ------------- | ------------- | ------------- | ------------- | ------------- |
| New York Yankees (1) | 101           | 61            | 0.623         | —             | 50–32         | 51–29         |
| Boston Red Sox (4)   | 95            | 67            | 0.586         | 6             | 53–28         | 42–39         |
| Toronto Blue Jays    | 86            | 76            | 0.531         | 15            | 41–40         | 45–36         |
| Baltimore Orioles    | 71            | 91            | 0.438         | 30            | 40–40         | 31–51         |
| Tampa Bay Rays       | 63            | 99            | 0.389         | 38            | 36–45         | 27–54         |

| División Central    | División Central | División Central | División Central | División Central | División Central | División Central |
| Equipo              | V                | D                | CTE              | JD               | LOCAL            | VISITA           |
| ------------------- | ---------------- | ---------------- | ---------------- | ---------------- | ---------------- | ---------------- |
| Minnesota Twins (3) | 90               | 72               | 0.556            | —                | 48–33            | 42–39            |
| Chicago White Sox   | 86               | 76               | 0.531            | 4                | 51–30            | 35–46            |
| Kansas City Royals  | 83               | 79               | 0.512            | 7                | 40–40            | 43–39            |
| Cleveland Indians   | 68               | 94               | 0.420            | 22               | 38–43            | 30–51            |
| Detroit Tigers      | 43               | 119              | 0.265            | 47               | 23–58            | 20–61            |

| División Oeste        | División Oeste | División Oeste | División Oeste | División Oeste | División Oeste | División Oeste |
| Equipo                | V              | D              | CTE            | JD             | LOCAL          | VISITA         |
| --------------------- | -------------- | -------------- | -------------- | -------------- | -------------- | -------------- |
| Oakland Athletics (2) | 96             | 66             | 0.593          | —              | 57–24          | 39–42          |
| Seattle Mariners      | 93             | 69             | 0.574          | 3              | 50–31          | 43–38          |
| Anaheim Angels        | 77             | 85             | 0.475          | 19             | 45–37          | 32–48          |
| Texas Rangers         | 71             | 91             | 0.438          | 25             | 43–38          | 28–53          |

Liga Nacional  
| División Este         | División Este | División Este | División Este | División Este | División Este | División Este |
| Equipo                | V             | D             | CTE           | JD            | LOCAL         | VISITA        |
| --------------------- | ------------- | ------------- | ------------- | ------------- | ------------- | ------------- |
| Atlanta Braves (1)    | 101           | 61            | 0.623         | —             | 55–26         | 46–35         |
| Florida Marlins (4)   | 91            | 71            | 0.562         | 10            | 53–28         | 38–43         |
| Philadelphia Phillies | 86            | 76            | 0.531         | 15            | 49–32         | 37–44         |
| Montreal Expos        | 83            | 79            | 0.512         | 18            | 52–29         | 31–50         |
| New York Mets         | 66            | 95            | 0.410         | 34½           | 34–46         | 32–49         |

| División Central    | División Central | División Central | División Central | División Central | División Central | División Central |
| Equipo              | V                | D                | CTE              | JD               | LOCAL            | VISITA           |
| ------------------- | ---------------- | ---------------- | ---------------- | ---------------- | ---------------- | ---------------- |
| Chicago Cubs (3)    | 88               | 74               | 0.543            | —                | 44–37            | 44–37            |
| Houston Astros      | 87               | 75               | 0.537            | 1                | 48–33            | 39–42            |
| St. Louis Cardinals | 85               | 77               | 0.525            | 3                | 48–33            | 37–44            |
| Pittsburgh Pirates  | 75               | 87               | 0.463            | 13               | 39–42            | 36–45            |
| Cincinnati Reds     | 69               | 93               | 0.426            | 19               | 35–46            | 34–47            |
| Milwaukee Brewers   | 68               | 94               | 0.420            | 20               | 31–50            | 37–44            |

| División Oeste           | División Oeste | División Oeste | División Oeste | División Oeste | División Oeste | División Oeste |
| Equipo                   | V              | D              | CTE            | JD             | LOCAL          | VISITA         |
| ------------------------ | -------------- | -------------- | -------------- | -------------- | -------------- | -------------- |
| San Francisco Giants (2) | 100            | 61             | 0.621          | —              | 57–24          | 43–37          |
| Los Angeles Dodgers      | 85             | 77             | 0.525          | 15½            | 46–35          | 39–42          |
| Arizona Diamondbacks     | 84             | 78             | 0.519          | 16½            | 45–36          | 39–42          |
| Colorado Rockies         | 74             | 88             | 0.457          | 26½            | 49–32          | 25–56          |
| San Diego Padres         | 64             | 98             | 0.395          | 36½            | 35–46          | 29–52          |

## Postemporada
|  | Serie Divisional | Serie Divisional | Serie Divisional |   |                      | Campeonato de la Liga | Campeonato de la Liga | Campeonato de la Liga |  |  | Serie Mundial | Serie Mundial    | Serie Mundial |
|  |                  |                  |                  |   |                      |                       |                       |                       |  |  |               |                  |               |
|  | 1                | New York Yankees | 3                |   |                      |                       |                       |                       |  |  |               |                  |               |
|  | 3                | Minnesota Twins  | 1                |   |                      |                       |                       |                       |  |  |               |                  |               |
|  | 3                | Minnesota Twins  | 1                |   | 1                    | New York Yankees      | 4                     |                       |  |  |               |                  |               |
|  | Liga Americana   |                  |                  |   | 1                    | New York Yankees      | 4                     |                       |  |  |               |                  |               |
|  |                  | 4                | Boston Red Sox   | 3 |                      |                       |                       |                       |  |  |               |                  |               |
|  | 2                | 4                | Boston Red Sox   | 3 | Oakland Athletics    | 2                     |                       |                       |  |  |               |                  |               |
|  | 2                |                  |                  |   | Oakland Athletics    | 2                     |                       |                       |  |  |               |                  |               |
|  | 4                | Boston Red Sox   | 3                |   |                      |                       |                       |                       |  |  |               |                  |               |
|  |                  |                  |                  |   |                      |                       |                       |                       |  |  | AL1           | New York Yankees | 2             |
|  |                  | NL4              | Florida Marlins  | 4 |                      |                       |                       |                       |  |  |               |                  |               |
|  | 1                | Atlanta Braves   | 2                |   |                      |                       |                       |                       |  |  |               |                  |               |
|  | 3                | Chicago Cubs     | 3'               |   |                      |                       |                       |                       |  |  |               |                  |               |
|  | 3                | Chicago Cubs     | 3'               |   | 3                    | Chicago Cubs          | 3                     |                       |  |  |               |                  |               |
|  | Liga Nacional    |                  |                  |   | 3                    | Chicago Cubs          | 3                     |                       |  |  |               |                  |               |
|  |                  | 4                | Florida Marlins  | 4 |                      |                       |                       |                       |  |  |               |                  |               |
|  | 2                | 4                | Florida Marlins  | 4 | San Francisco Giants | 1                     |                       |                       |  |  |               |                  |               |
|  | 2                |                  |                  |   | San Francisco Giants | 1                     |                       |                       |  |  |               |                  |               |
|  | 4                | Florida Marlins  | 3                |   |                      |                       |                       |                       |  |  |               |                  |               |

|                                                         |
| Campeón de las Grandes Ligas Florida Marlins 2.º título |

## Líderes de la liga

### Liga Americana
Líderes de Bateo 
| Categoría           | Jugador        | Equipo | Marca |
| ------------------- | -------------- | ------ | ----- |
| Porcentaje de bateo | Bill Mueller   | BOS    | .326  |
| Cuadrangulares      | Álex Rodríguez | TEX    | 47    |
| Carreras Impulsadas | Carlos Delgado | TOR    | 145   |
| Carreras Anotadas   | Álex Rodríguez | TEX    | 124   |
| Hits                | Vernon Wells   | TOR    | 215   |
| Robo de Bases       | Carl Crawford  | TB     | 55    |

Líderes de Pitcheo 
| Categoría         | Jugador        | Equipo | Marca |
| ----------------- | -------------- | ------ | ----- |
| Victorias         | Roy Halladay   | TOR    | 22    |
| Derrotas          | Mike Maroth    | DET    | 21    |
| ERA               | Pedro Martínez | BOS    | 2.22  |
| Ponches           | Esteban Loaiza | CHW    | 207   |
| Entradas Lanzadas | Roy Halladay   | TOR    | 260   |
| Juegos salvados   | Keith Foulke   | OAK    | 43    |

### Liga Nacional
Líderes de Bateo 
| Categoría           | Jugador        | Equipo | Marca |
| ------------------- | -------------- | ------ | ----- |
| Porcentaje de bateo | Albert Pujols  | STL    | .359  |
| Cuadrangulares      | Jim Thome      | PHI    | 47    |
| Carreras Impulsadas | Preston Wilson | PHI    | 141   |
| Carreras Anotadas   | Albert Pujols  | STL    | 137   |
| Hits                | Albert Pujols  | STL    | 212   |
| Robo de Bases       | Juan Pierre    | FLA    | 65    |

Líderes de Pitcheo 
| Categoría         | Jugador         | Equipo | Marca |
| ----------------- | --------------- | ------ | ----- |
| Victorias         | Russ Ortiz      | ATL    | 21    |
| Derrotas          | Jeff D'Amico    | PIT    | 16    |
| ERA               | Jason Schmidt   | SFG    | 2.34  |
| Ponches           | Kerry Woods     | CHC    | 266   |
| Entradas Lanzadas | Livan Hernández | MON    | 233.1 |
| Juegos salvados   | Eric Gagne      | LAD    | 55    |